# Fliegender Galopp

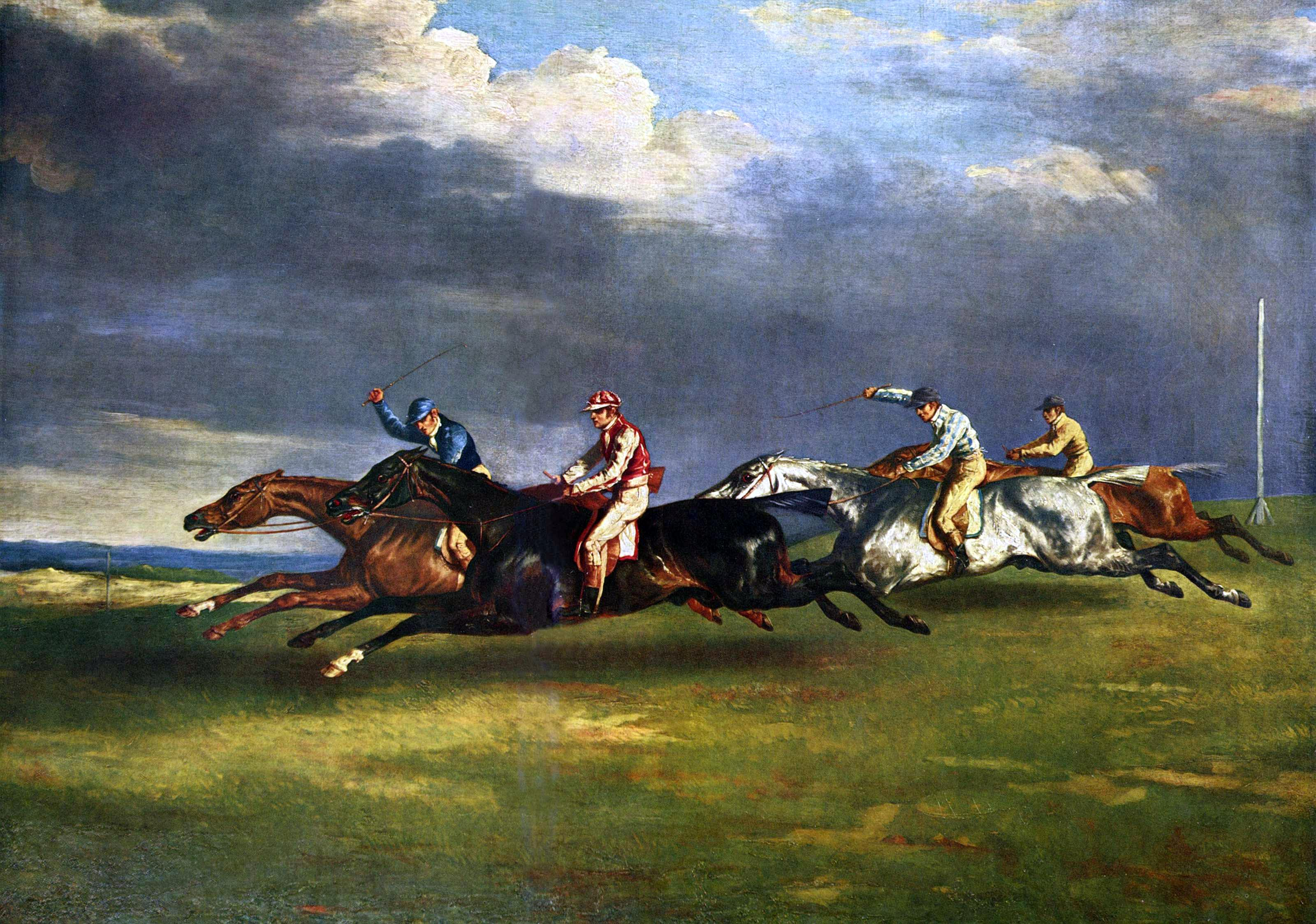
Jean Louis Théodore Géricault, Das Derby in Epsom, 1821

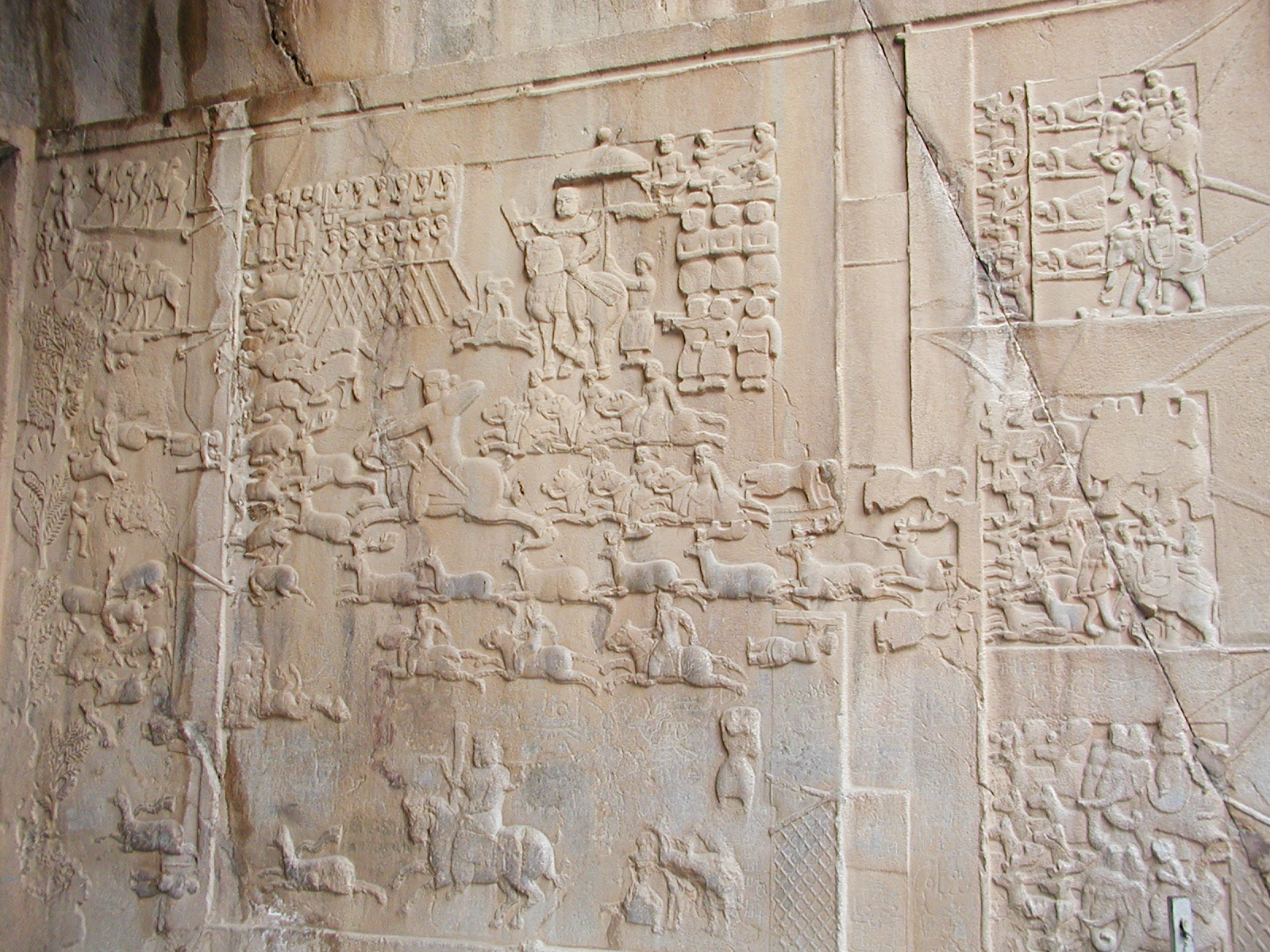
Sassanidisches Felsrelief in Taq-e Bostan, 4. Jahrhundert, mit König Chosrau II., der im fliegenden Galopp Hirsche jagt.

Der Fliegende Galopp ist die Darstellung vor allem in der Malerei galoppierender Pferde aber auch anderer Tiere, bei denen sowohl die Vorder- als auch die Hinterbeine ausgestreckt sind und den Boden nicht berühren. Bei Pferden kommt diese Art der Beinstellung in der Natur nicht vor. Ausnahmen sind Situationen, wenn diese über etwas springen.
Das Motiv war in der Kunst der Sassaniden verbreitet. Bekannt ist die Jagdszene des Königs Chosrau II. auf einem Felsrelief in Taq-e-Bostan im Iran aus dem 4. Jahrhundert. Der fliegende Galopp und andere profane Szenen der sassanidischen Kunst gelangten auch in die frühchristliche armenische Sakralarchitektur, etwa als Relief des jagenden Fürsten Manuel Amatuni an der Kirche von Ptghni aus dem 6./7. Jahrhundert.

## Weblink
- Eintrag in Das grosse Kunstlexikon von P.W. Hartmann.